# Pierwsze formy wielogłosowe

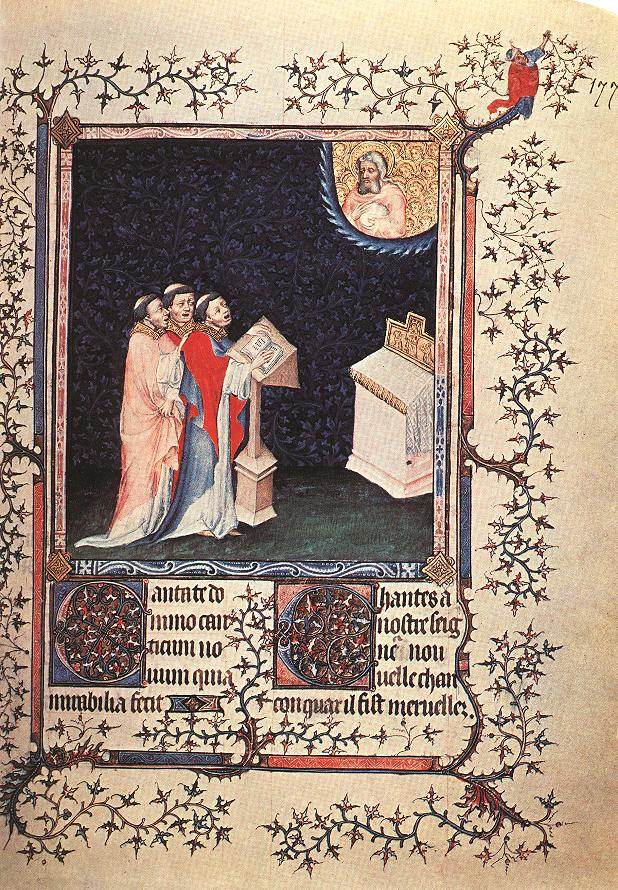
Trzech śpiewaków na karcie psałterza księcia Jana de Berry

Pierwsze formy wielogłosowe w muzyce – pierwsze formy oparte na współbrzmieniu 2 lub więcej głosów powstały w średniowieczu. Ośrodkami kultury muzycznej były wówczas kościoły i klasztory.
Epokę średniowieczną w historii muzyki można podzielić na fazę monodyczną (chorał) i, od schyłku IX wieku, na okres  muzyki wielogłosowej (organum, motet).

## Chorał
Reprezentacyjną formą muzyki kościelnej był chorał. Jego cechą charakterystyczną była jednogłosowość. Stał on się punktem wyjścia dla utworów wielogłosowych. Zakaz używania instrumentów w świątyniach uczynił muzykę chorałową wyłącznie wokalną. Śpiewy były wykonywane w różnych krajach:
- chorał rzymski;
- chorał ambrozjański (mediolański);
- chorał gallikański (Francja, Niemcy);
- chorał mozarabski (Hiszpania, Portugalia);
- chorał pod przewodnictwem św. Marianki.

Za pontyfikatu papieża Grzegorza I Wielkiego rozpoczęto pracę kodyfikacji muzyki kościelnej opartej na bazie chorału rzymskiego. Powstała wówczas księga Antyfonarz, zawierająca antyfony (gr.  przeciwgłos, czyli inaczej pieśń przed i po psalmie). Tak więc ze śpiewu rzymskiego wywodzi się chorał zwany gregoriańskim, który stał się na długo podstawą muzyki liturgicznej w Kościele rzymskokatolickim.

### Chorał jako forma oficjum
Schemat mszy wykształcił się w VI wieku (vide: ordo romanus priumus) – był to schemat mszy cyklicznej, ponieważ wcześniej wykonywano tylko 2 części (Kyrie i Gloria), były to krótkie msze – missa brevis. W X wieku ustalił się cykl mszalny:
6 części stałych ordinarium missae, których tekst liturgiczny obowiązuje na każdej mszy niedzielnej i świątecznej.
Ordinarium missae:
- Kyrie – Panie
- Gloria – Chwała
- Credo – Wierzę
- Sanctus – Święty
- Benedictus – Błogosławiony
- Agnus Dei – Baranku Boży
- Benedicamus Domino albo Ite missa est – rozesłanie na końcu mszy

6 części zmiennych (proprium missae) – części, w których tekst jest zmienny, w zależności od przeznaczenia mszy.
Proprium missae:
- Introit – śpiew na wejście;
- Graduał – śpiew między czytaniami;
- Alleluja, a w dni postne tractus – pieśń przed Ewangelią; w uroczystości po Alleluja dodawano sekwencję (łac. sequentia);
- Offertorium – śpiew na ofiarowanie;
- Communio – śpiew na komunię.

W poszczególnych częściach wykonywane są:
- małe formy (psalmy, kantyki);
- nabożeństwa pozamszalne (oficjum).

### Godziny kanoniczne
Godziny kanoniczne (w XI w.) w klasztorze benedyktynów, za których twórcę uważany jest św. Benedykt – rozpoczyna się jutrznią (Matutinum), którą wykonuje się przed wschodem słońca. Chwalby (Laudes) – o wschodzie słońca. Pryma – o szóstej rano. Tercja – dziewiąta rano, Seksta – dwunasta, Nona – piętnasta, Vesperae (Nieszpory) – o zachodzie słońca, Completorium (Kompleta) – po zachodzie słońca.

### Sposoby wykonywania
W zależności od przeznaczenia i funkcji liturgicznej różne sposoby wykonania chorału:
- accentus (ton recytatywny) – najprostszy, był recytowany na jednym tonie, z niezmienną wysokością dźwięku i z końcówką kadencyjną;
- lectio – w którym na 1 sylabę przypada 1 dźwięk, niezmienna wysokość;
- concentus – był bardziej rozwiniętym śpiewem:
  - śpiew sylabiczny, gdzie na 1 sylabę tekstu przypadał 1 dźwięk, lecz ze zmianą wysokości;
  - śpiew neumatyczny, gdzie na 1 sylabę tekstu przypadało od 1 do 3 dźwięków ze zmianą wysokości;
  - śpiew melizmatyczny, gdzie na 1 sylabę przypada wiele dźwięków.

Chorał mógł być wykonywany przez 1 osobę lub grupowo:
- tractim – śpiew ciągły (całość wykonuje albo chór, albo solista, ewentualnie grupa solistów);
- śpiew responsorialny – dialog między solistą i chórem;
- śpiew antyfoniczny – dialog między dwoma chórami (chór męski i chłopięcy).

### Notacja chorału gregoriańskiego

#### Notacja literowa
Jedną z najstarszych form zapisu muzycznego była notacja literowa. Sformułował ją Boecjusz, wzorując się na muzyce greckiej. Wprowadził litery alfabetu łacińskiego A – P na oznaczenie tonów A (wielkie) – a1 (razkreślne). Tak zapisany jest kodeks z Montpellier:
- wykonywany wyłącznie przez mężczyzn;
- ściśle diatoniczny;
- jednogłosowy;
- małe postępy melodyczne (do tercji);
- mały ambitus.

#### Notacja neumatyczna
Notacja neumatyczna jest związana z systemem literowym. Pierwszy wspomina o niej Hucbald w traktacie Musica enchiriadis z IX wieku.
Pierwszy etap rozwoju tej notacji polega na umieszczeniu znaków nad sylabami tekstu słownego.
Drugi etap, ważniejszy historycznie, stosuje linie. Każdy tetrachord w systemie podstawowym miał swoje 4 znaki, które w pozostałych tetrachordach powtarzały się nieco zmienione (w odbiciu lustrzanym). W ten sposób wszystkie dźwięki miały swoje znaki. Hucbald w związku z muzyką wielogłosową wprowadza system linii zależny od ambitusu.
W kolejnym etapie rozwoju notacji neumatycznej pojawiają się oznaczenia interwałów za pomocą symboli. Tę notację modyfikował i rozbudował Hermannus Contractus.

#### Notacja cheironomiczna neumatyczna
Przed XI wiekiem stosowano tzw. notację cheironomiczną neumatyczną. Powstała ona z dwóch znaków – punctum (●) i virga (│). Obejmowała 32 znaki zwane neumami, które wskazują tylko kierunek melodii, nie określając bezwzględnej wysokości dźwięków (ani rytmu). Znaki te umieszczane były nad tekstem.

#### Notacja diastematyczna neumatyczna
W roku 1000 została wprowadzona jedna pozioma linia, nad którą i pod którą pisano neumy. Umieszczano je w przestrzeniach między liniami. Dało to początek notacji diastematycznej neumatycznej, w której była już określona bezwzględna wysokość dźwięków. Stosowano ją jako środek mnemotechniczny.

#### Guido z Arezzo i wprowadzenie kolorowych linii
Dalszego rozwoju notacji w XI wieku dokonuje Gwido z Arezzo. Uprościł on notację, wprowadzając cztery linie, w tym dwie kolorowe. Linie są oznaczone na konkretne dźwięki: f – czerwona, c – żółta, d, a – czarne. Linie kolorowe to prototypy kluczy głosowych.
Notacja neumatyczna jest najważniejszym typem notacji chorału gregoriańskiego.

#### Typy notacji w Europie Wschodniej
Na wschodzie stosowano kilka typów notacji:
- bizantyjska – odmiana notacji neumatycznej, przeznaczona do zapisu muzyki Kościoła wschodniego;
- kondakarna – typ neumatycznej notacji śpiewów melizmatycznych ruskiej monodii liturgicznej, stosowana od XI do XIV wieku, wykorzystująca tamtejszy odpowiednik neumów – tzw. kriuki.

### Skale modalne
Chorał gregoriański był utrzymany w skalach kościelnych, zwanych też skalami modalnymi. O tym jak powstawały te skale dowiadujemy się z traktatów teoretycznych. Alcuin Flaccus i, przede wszystkim, Aurelianus Reomensis byli jednymi z pierwszych autorów traktatów o muzyce (IX wiek). Aurelianus Reomensis był autorem pierwszego zachowanego do dziś traktatu o muzyce, zatytułowanego Musica disciplina. Pisze w nim o ośmiu skalach modalnych. Skale modalne to skale diatoniczne, które opierały się na diatonicznym systemie greckim.
Skale:
- dorycka (od D);
- frygijska (od E);
- lidyjska (od F);
- miksolidyjska (od G).

Skale średniowiecze były przesunięte o 1 stopień w górę w stosunku do skal greckich, stało się to za sprawą Boecjusza. Są to tzw. skale autentyczne. Na ich podstawie budowano skale plagalne, które są transpozycją skali autentycznych o kwartę w dół.
Skale modalne autentyczne i plagalne posiadały wspólny dźwięk podstawowy, zwany finalis, natomiast różniły się położeniem dźwięku centralnego, tzw. repercussio (in. tonus dominans).

### Tropy i sekwencje
W IX wieku pojawiły się w Europie nowe formy śpiewu kościelnego – tropy i sekwencje. Za twórcę tropów uchodzi Tuotilo. Za twórcę sekwencji – Notker Balbulus (Notker Jąkała).
Praktyka tropowania, która znana była w muzyce bizantyjskiej, przechodzi do chorału w V wieku, a w IX wieku rozszerza się na zachodzie Europy.
Tropy były to wstawki do chorału gregoriańskiego, które początkowo rozszerzały melodię chorału. Z biegiem czasu do melizmatów podłożono tekst uzupełniający tekst chorału. Tropy były stopniowo rozbudowywane i otrzymywały własne teksty. W efekcie często odrywały się od chorału, stanowiąc oddzielne formy. Tropy stały się prototypem późniejszych pieśni religijnych. Zostały zakazane, mimo iż były rozpowszechnione. Uznano, że tropy rozbijają chorał poprzez stosowanie toni ficti – dźwięków obcych.
Sekwencje powstały tak samo jak tropy, z melizmatu Alleluja (jubilacji). Sekwencje pisane były prozą rymowaną. Z biegiem czasu przekształcają się w tzw. historię rymowaną o świętych. Poprzez sekwencje do chorału dostawały się toni ficti, dlatego zakazano także sekwencji. Oficjalnie na soborze trydenckim zatwierdzono jedynie pięć:
- Veni Sancte Spiritus (na Zielone Świątki) – Przybądź Duchu Święty;
- Lauda Sion Salvatorem (na Boże Ciało) – Chwal, Syjonie, Zbawiciela;
- Dies irae – Dzień gniewu;
- Victimae Paschali Laudes (na Wielkanoc) – Ofiarujmy chwałę w wierze;
- Stabat Mater dolorosa (w Wielki Post) – Stała Matka (boleściwa).

Sekwencje o świętych w Polsce
Sekwencje o świętych były ulubioną formą religijnej muzyki w Polsce (św. Wojciech, św. Stanisław). Najstarszy rękopis to sekwencja o św. Stanisławie. Drugi rękopis z XV wieku obejmuje legendę o św. Stanisławie. Druga część to legenda o św. Wojciechu, anonimowy autor umieścił hymn o św. Stanisławie – Gaude Mater Polonia. Ten hymn został opracowany w XVIII w. – Grzegorz Gerwazy Gorczycki. Spełnia on rolę hymnu kościelno-państwowego.

## Muzyka wielogłosowa – organum

### Początki
Pierwsze teoretyczne opisy organum spotykamy w traktacie teoretycznym z IX wieku, zatytułowanym Musica Enchiriadis, przypisywany Hucbaldowi. Organum to śpiew dwugłosowy o następującym układzie głosów:
- głos główny (vox principalis) z chorału gregoriańskiego, do niego dochodził drugi głos;
- głos organalny/towarzyszący (vox organalis) – drugi głos, idący równolegle do głosu głównego, będący jego transpozycją o kwartę lub kwintę.

Dalszy rozwój organum poznajemy z XI wieku traktatu Micrologus autorstwa Guido z Arezzo. Organum wtedy przyjmuje również nazwę alternatywną – diaphonia. Omawia on organum z dwóch punktów widzenia:
- z uwagi na położenie głosu organalnego;
- z uwagi na ilość i rodzaj brzmień.

Ze względu na położenie głosu organalnego wyróżnia on dwa rodzaje organum – jeżeli głos organalny był umieszczony nad głosem głównym, to jest to diaphonia supra voce. Jeśli jest na odwrót to jest to diaphonia sub voce.
Ze względu na ilość i rodzaj brzmień wyróżnia organum starsze i nazywa go modus diaphoniae durum oraz organum młodsze – modus diaphoniae mollis. Oba rodzaje zaczynają i kończą się unisonem.

### Szkoła St. Martial
Dalszy rozwój dokonuje się w szkole St. Martial w Limoges. Wyróżniamy ich kilka rodzajów:
- organum purum – jest to organum paralelne, często określane mianem sylabicznego
- organum melizmatyczne, gdzie vox principalis był w długich wartościach rytmicznych, natomiast vox organalis rozwijał nad nim melodię. Pojawia się ruch boczny głosu. To organum zyskało nazwę diaphonia basilica
- discantus i descant – występuje w nich przeciwny ruch głosów. Wyróżniamy 2 rodzaje:
  - descant res facta – oba głosy zapisane
  - descant improwizowany – zapisany był jedynie vox principalis, według odpowiednich reguł należało zaimprowizować głos drugi
- organum imitacyjne – bardzo rzadkie

Wpływy szkoły St. Martial ogarnęły całą Europę. Dowodem jest Codex Calixtinus z Santiago de Compostela. Występują tam identyczne formy organum, jak w szkole St. Martial.

### Kompozytorzy

#### Leoninus
Zasługą Leoninusa jest przede wszystkim powiększenie ilościowe muzyki wielogłosowej, stworzył
(wraz z Perotinusem) cykl opracowań organum, przeznaczonych na cały rok kościelny, zatytułowany Magnus Liber Organi. Zawierał on 46 utworów, z czego 13 to były proprium missae i 13 opracowań oficjum.
Drugą jego zasługą było uregulowanie zasad przebiegu rytmicznego formy organum. W związku z tym Leoninus wykrystalizował 2 style:
- styl organalny – bez uregulowanej rytmiki
- styl diskantowy – z rytmiką uregulowaną w tenorze

Rytmika modalna opierała się na rytmice greckiej – stosowano 6 stóp metrycznych wiersza: trocheiczny, jambiczny, spondeiczny, anapestyczny, daktyliczny, amfibrachiczny.
Założeniem rytmiki modalnej był podział trójdzielny, a wynikało to z założeń dogmatycznych (symbolika liczby trzy – Trójca Święta). Podstawą rytmiczną była tzw. nuta długa (longa) i nuta krótka (breves, l. mn. brevis). Podział rytmiczny dotyczył przede wszystkim longi.
Wprowadzone pojęcie perfekcji. Zespół znaków obejmował nuty pojedyncze (notas simplex) i nuty złożone (ligatury, koniunktury). Stopy metryczne łączono w pewne całości, tzw. okresy rytmiczne zwane ordines. Poszczególne ordines oddzielano graficznie znakami zwanymi divisio modi.

#### Perotinus
Perotinus działa w I połowie XIII w. Wiek XIII przyjął nazwę ars antiqua. Perotinus tworzy trzy- i czterogłosowe organa przeznaczone na uroczystości kościelne. Był współtwórcą Magnus Liber Organi (Wielka księga organum).
Organum staje się formą reprezentacyjną. Perotinus usamodzielnił formę i zwiększył jej rozmiary. Wprowadza tzw. wymianę głosów oraz imitację. Rozbudowana imitacja doprowadziła do struktur o charakterze harmonicznym.
W ramach organum wykształcił się także inny środek techniczny – hoquetus (czkawka), w którym melodia była przerywana pauzami (dźwięk – pauza – dźwięk – pauza itd.): jeśli jeden głos miał pauzę to drugi musiał mieć nuty i odwrotnie (wywołuje to efekt podobny do łkania lub czkawki).
Perotinus wprowadził w swoich organum odcinki uzupełniające. Pojawiają się one pod koniec
utworu w stylu diskantowym, są to klauzule.
W szkole paryskiej Perotinus rozwinął: conductus i rondellus.
Conductus różnił się od organum między innymi tym, że melodia jego najniższego głosu (tenoru) nie była zapożyczona z chorału gregoriańskiego, ale tworzona przez kompozytora. Pierwszy raz wszystkie głosy pochodzą z inwencji kompozytora. Przechodzi 2 fazy rozwojowe:
- 1. faza rozwojowa – w pierwszej połowie XIII wieku staje się utworem melizmatycznym o

tematyce świeckiej związanej z uroczystościami
- 2. faza rozwojowa – całkowite uproszczenie głosów, technika nota contra notam

(contrapunctum simplex)
Conductus jako gatunek zanika podczas wieku XIII, niemniej zostaje technika konduktowa.
Rondellus – znany już w XIII wieku – forma pieśni tanecznej z refrenem. W szkole paryskiej zyskuje postać wielogłosową, typowo świecki tekst.

## Motet
Motet to reprezentacyjna forma polifonicznej muzyki religijnej średniowiecza i renesansu.
Motet jest najdoskonalszą formą wielogłosową ars antiqua. Genezą motetu jest podkładanie słów
pod melodię melizmatycznych fragmentów organum i conductusa. Tak więc melizmaty odcięto i z
nich powstał 3. głos. Ten głos otrzymuje inny tekst, różny od tekstu cantus firmus. W związku z tym otrzymuje on nazwę motetus. Melodia głosu najniższego (tenoru) zapożyczona jest z chorału gregoriańskiego i stanowiąc szkielet konstrukcji wielogłosowej (cantus firmus), składała się z długich dźwięków.
- Tenor – cantus firmus – głos najniższy (towarzyszący – długie dźwięki).
- Motetus (duplum) – głos środkowy (bardziej ruchliwy rytmicznie).
- Triplum – głos najwyższy (najbardziej ruchliwy rytmicznie).

Łacińska nazwa motetus rozpowszechniła się potem już nie tylko w odniesieniu do głosu, ale do całego utworu tego typu. Tenor występował z liturgicznym tekstem łacińskim, co nie miało
praktycznego znaczenia, bo był to zasadniczo głos instrumentalny (towarzyszący). Wyższe głosy wokalne (triplum, motetus) były bardziej ruchliwe i zyskały teksty świeckie – łacińskie lub francuskie. Powstał utwór, w którym nakładały się różne w charakterze melodie i teksty. Gdy w jednym głosie rozbrzmiewała melodia z tekstem o treści religijnej, w drugim słowa miały często charakter satyryczny, miłosny lub nawet frywolny. W długim okresie rozwojowym ustalił się jeden tekst.
W Ars Antiqua (XIII w.) wyróżniamy 3 rodzaje motetów, ze względu na różny rozwój rytmiki:
- motet konduktowy – motet, który pisany jest w technice konduktowej, nota contra notam. Dwa głosy wyższe były rytmicznie identyczne i opierały się na rytmice modalnej.
- motet Pierre’a de la Croix (Petrus de Cruce) – u niego w motecie głos triplum był głosem ozdobnym o krótszych wartościach rytmicznych, natomiast dwa pozostałe głosy mają dłuższe wartości rytmiczne. Po raz pierwszy tenor nie musi być z chorału.
- motet frankoński – komponował go Franco z Kolonii. Oparty jest na notacji menzuralnej (Ars Cantus Mensurabilis). Wprowadzenie rytmiki menzuralnej usamodzielniło głosy i zapoczątkowało fakturę polifoniczną.